# Belle van Zuylen (toren)
Belle van Zuylen is de naam voor een toren die gerealiseerd zou worden in het centrum van Leidsche Rijn, een Vinex-wijk van Utrecht. De plannen, met een ontwerp van architect Pi de Bruijn, gingen uit van een hoogte van 262 meter. In de toren zou ruimte komen voor kantoren, woningen, winkels, een hotel en publieke ruimtes. Op 22 januari 2010 maakte de gemeente Utrecht bekend dat de bouw van de toren niet doorging, voornamelijk vanwege de heersende economische crisis.

## Achtergrond
Het college van burgemeester en wethouders van Utrecht liet op 26 juni 2007 weten dat het de conclusies uit een haalbaarheidsonderzoek deelde. De haalbaarheid betrof de hoogte, de fundering, de constructie, de (brand)veiligheid, de ruimtelijke inpassing en de financiën. Het college verwachtte bovendien dat van de toren een grote toeristische en economische aantrekkingskracht zou uitgaan.
Minister Cramer verklaarde in september 2007 tegen de bouw te zijn. Ze vond de toren niet passen in een omgeving van overwegend laagbouw. Ze volgde daarmee een advies van de toenmalige rijksbouwmeester Mels Crouwel. De twee kandidaten van het burgemeestersreferendum op 10 oktober 2007 in Utrecht dachten verschillend over de bouw: Aleid Wolfsen was tegen en Ralph Pans was voor de bouw van de hoogste toren van Nederland.
Na aanvankelijke tegenstand leek de toren er echter toch te komen en lagen plannen voor intentieovereenkomst tussen de gemeente Utrecht en ontwikkelaar Burgfonds klaar. Voor de realisatiekosten van 500 miljoen euro zocht Burgfonds investeerders en beleggers. Volgens de planning zou de eerste paal in 2010 de grond ingaan en zou vijf jaar later het complex af zijn.
In september 2008 werd de eerste stap gezet om tot een raadgevend referendum te komen. De PvdA reageerde gereserveerd op dit burgerinitiatief: "Referenda zijn niet zo succesvol gebleken." GroenLinks zag meer in een correctief referendum achteraf; D66, Leefbaar Utrecht en VVD stonden positief tegenover het initiatief. Uiteindelijk is het referendum afgewezen. Vanaf januari 2008 volgde het BelleBeraad, een groep Utrechters waaronder een oud-wethouder, architecten, planologen en juristen, de ontwikkelingen rond de Belle van Zuylen kritisch.
De meeste partijen in de Utrechtse Raad waren vóór de komst van de woonwerktoren.

## Project gestopt
In januari 2010 werd via een gezamenlijke verklaring bekendgemaakt dat Burgfonds en de gemeente Utrecht besloten te stoppen met het project. Het project zou te riskant zijn.

## Indeling
De Belle van Zuylen zou op 250 meter hoogte vrij toegankelijke uitkijkplatforms krijgen. De parkeerverdiepingen zouden een plaats krijgen op de vijfde tot en met de negende verdieping. De rest van de totaal 70 verdiepingen zou worden gevuld met woningen, een hotel, een congrescentrum en een museum.